# 劉冠邦
劉冠邦（Lau Kwun Pong，1990年7月7日－），生於香港，香港職業足球運動員，司職後衛。

## 球會生涯
2013年，劉冠邦加盟香港乙組足球聯賽球隊黃大仙。
2014年，劉冠邦跟隨黃大仙升上香港超級聯賽。
2016－17球季， 劉冠邦加盟香港超級聯賽球隊標準灝天。

## 外部連結
- 香港足球總會網站球員資料 （页面存档备份，存于）